# 33224 Lesrogers
33224 Lesrogers este o planetă minoră (asteroid), cu un diametru de 4,67 km, din centura de asteroizi. A fost descoperită pe 31 martie 1998 la Experimental Test Site⁠(d) de Lincoln Near-Earth Asteroid Research. 
Obiectul prezintă o orbită caracterizată de o semiaxă mare de 3,0602824 UAi, o excentricitate de 0,06, o înclinație de 8,26467 ° în raport cu ecliptica.